# قائمة البعثات الدبلوماسية في الغابون

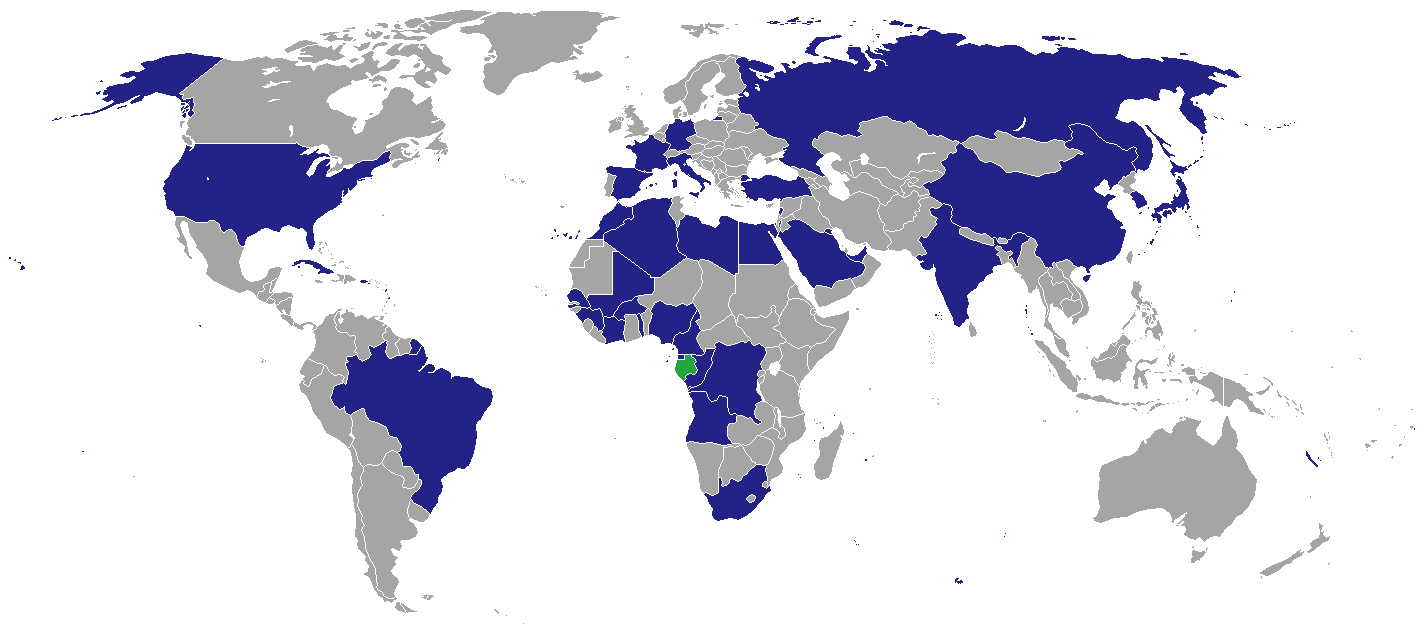
البعثات الدبلوماسية في الغابون

فيما يلي قائمة البعثات الدبلوماسية في الغابون، حيث تستضيف العاصمة ليبرفيل 35 سفارة.

## سفارات فيليبرفيل

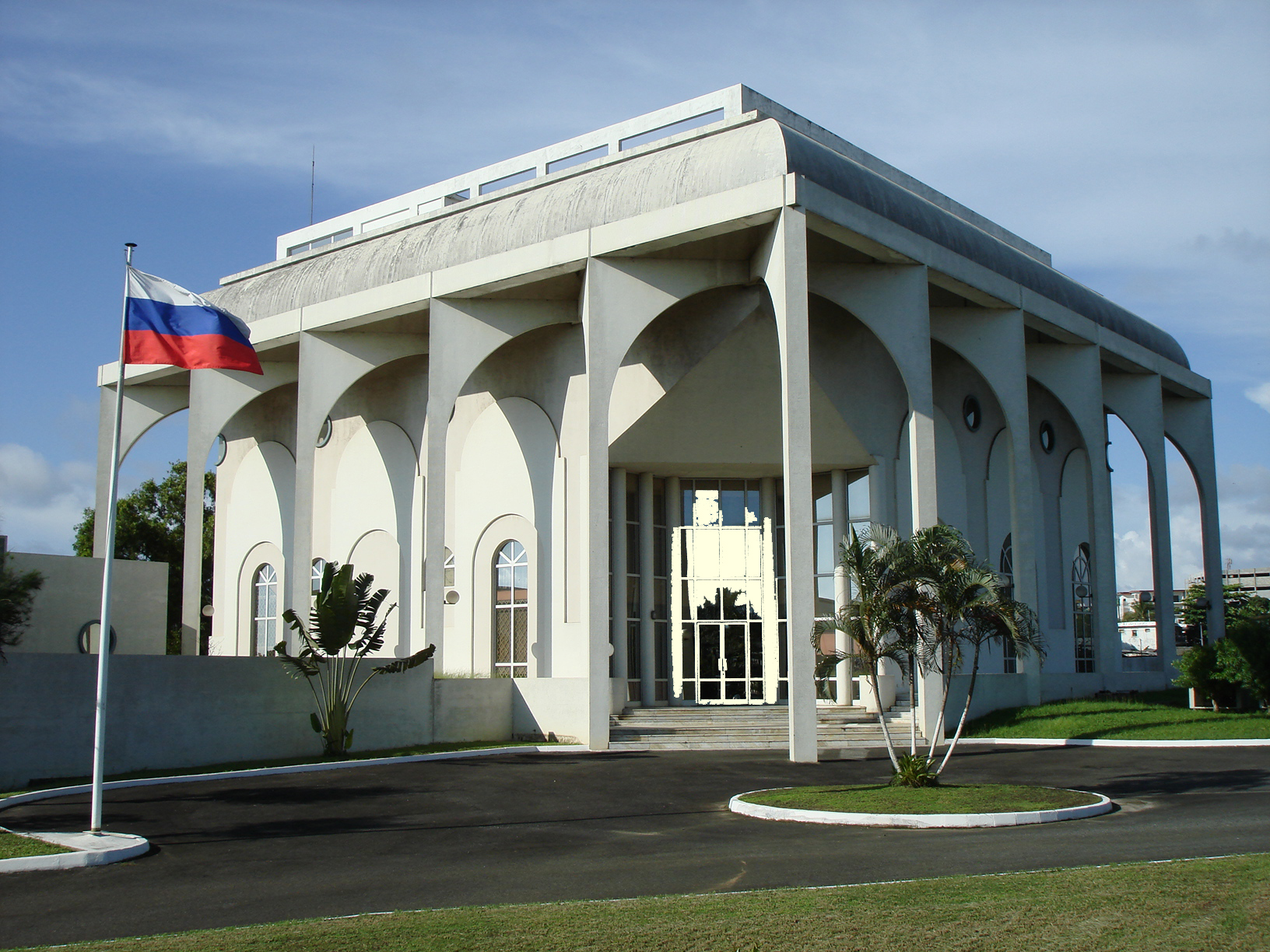
سفارة روسيا في ليبروفيل

| - الجزائر - أنغولا - بنين - البرازيل - بوركينا فاسو - الكاميرون - الصين - جمهورية الكونغو الديمقراطية - جمهورية الكونغو - مصر - غينيا الاستوائية - فرنسا - ألمانيا - غينيا - Holy See - إيطاليا - ساحل العاج - اليابان | - الكويت - لبنان - ليبيا - مالي - المغرب - نيجيريا - روسيا - ساو تومي وبرينسيب - السعودية - السنغال - جنوب أفريقيا - Republic of Korea - Sovereign Military Order of Malta - إسبانيا - توغو - تركيا - الولايات المتحدة |

## مكاتب أخرى في ليبروفيل
- الاتحاد الأوروبي (وفد)

## سفارات غير مقيمة
- الأرجنتين (أبوجا)[1]
- أستراليا (أبوجا)[2]
- النمسا (أبوجا)[3]
- بلجيكا (برازافيل)[4]
- كندا (ياوندي)[5]
- تشيلي (نيويورك)[6]
- كرواتيا (الرباط)[7]
- كوبا (برازفيل)[8]
- التشيك (أبوجا)[9]
- الدنمارك (كوتونو)[10]
- اليونان (كينشاسا)[11]
- إندونيسيا (ياوندي)
- إسرائيل (ياوندي)[12]
- المكسيك (أبوجا)[13]
- هولندا (كوتونو)[14]
- النرويج (لواندا)[15]
- بولندا (لواندا)[16]
- البرتغال (ساو تومي وبرينسيب)[17]
- رومانيا (أبوجا)[18]
- صربيا (لواندا)[19]
- سلوفاكيا (أبوجا)[20]
- السويد (كينشاسا)[21]
- سويسرا (كينشاسا)[22]
- تايلاند (أبوجا)
- تنزانيا (كينشاسا)[23]
- أوكرانيا (داكار)[24]
- المملكة المتحدة (ياوندي)[25]
- فيتنام (الرباط)

## قنصلية عامة فيبورت جنتيل
- فرنسا